# La Vie de pionnier
Subsistence Level
La Vie de pionnier (titre original : Subsistence Level) est une nouvelle de science-fiction de Robert Sheckley.
Dans cette nouvelle humoristique, l'auteur applique à l'Espace la conquête de l'Ouest.

## Publications

### Publications aux États-Unis
La nouvelle est parue aux États-Unis en 1954.

### Publications en France
La nouvelle est parue en France dans le magazine Galaxie en septembre 1965, puis dans l'anthologie Histoires fausses avec une traduction de Michel Deutsch

## Résumé
Dirk et Amelia sont des « Pionniers spatiaux », des vrais.
Ils habitent Cap-Sud, sur Mars, mais désormais il y a beaucoup trop de colons. Se sentant « à l'étroit », ils vendent leur propriété et décident d'aller vivre là où personne n'habite encore : dans la ceinture d'astéroïdes entre Mars et Jupiter.
Ils s'installent sur un petit astéroïde, et recommencent tout : énergie solaire, cultures, réparation des robots, etc.
La vie est parfois un peu tristounette, avec des moments d'abattement, mais on s'y fait rapidement.
Ils reçoivent quelques mois après la visite d'un colporteur, mais ils l'évincent rapidement.
Quelques années après, ils constatent que des astéroïdes commencent à être colonisés ; d'abord des astéroïdes lointains, puis des astéroïdes un peu plus proches.
Un jour, un centre commercial ouvre ses portes à quelques milliers de kilomètres de là : ils s'offrent une sortie au restaurant.
Mais les mois passant, la ceinture d'astéroïdes devenant de plus en plus peuplée, Dirk dépérit psychologiquement : il rêve de grands espaces vierges, de liberté, et refuse la présence mesquine et proche des autres humains.
Amelia, qui connaît bien son mari, l'incite à acheter un équipement anti-gravité, destiné à la colonisation de planètes comme Jupiter ou Saturne : c'est vers là-bas qu'ils iront habiter.
La nouvelle finit ainsi :
« Le cœur rayonnant de fierté, elle regarda amoureusement son mari. En ces temps de décadence et d'avilissement, c'était exaltant d'être l'Épouse d'un Pionnier ! »